# Sigismund von Dziembowski
Sigismund (Zygmunt) von Dziembowski (* 5. Mai 1849 in Bobelwitz, Landkreis Meseritz, Provinz Posen; † 22. Oktober 1915 ebenda), Dr. jur., war Gutsbesitzer und preußischer Landeshauptmann in der Provinz Posen.

## Leben

### Familie
Er entstammte einem alten polnischen Adelsgeschlecht, im 15. Jahrhundert Nyezichowko, dann Nesychowo und ab 16. Jahrhundert nach seinem Besitz Dziembowski (Dzambowsky, Dzambowszczy) genannt, und war der Sohn des Karol August von Dziembowski und der Laura Emilia Valeska von Kalckreuth.
Dziembowski heiratete am 2. August 1882 auf Gut Vehlingsdorff (Landkreis Saatzig, Pommern) Anna von Wedel (* 17. Oktober 1864 auf Gut Vehlingsdorff; † 5. März 1941). Aus dieser Ehe stammen die beiden Söhne Erhard (* 1883; † 1939), Regierungsrat, und der Major Leonhard (* 1885; † 1946), die beide eine Familie gründeten und ebenso im Johanniterorden waren.

### Werdegang
Dziembowski war Gutsherr auf Gut Bobelwitz und als Nachfolger des Hugo von Wilamowitz-Moellendorff Kommendator des Johanniterordens der Provinz Posen. Der Eintritt in die Kongregation als Ehrenritter war 1888, Rechtsritter wurde Dziembowski am 24. Juni 1896 in der Johanniterkirche zu Sonnenburg.
Er begann nach dem Dienst in der preußischen Armee, die er als königlich preußischer Oberleutnant verließ, seine berufliche Laufbahn im Jahr 1870 als Gerichtsreferendar, wurde 1876 Gerichtsassessor in Beuthen (Oberschlesien), 1877 Regierungsassessor in Bromberg (Pommern) und war 1877–1878 kommissarischer Landrat des Kreises Wongrowitz. Von 1879/1880 bis 1886 war er Landrat des Kreises Samter.
Im Jahr 1887 wurde er Regierungsrat in Posen, wurde 1890 Oberregierungsrat und war von 1891 bis 1893 Oberpräsidialrat der Provinz Posen, bis er schließlich von 1893 Landeshauptmann vom Provinzialverband der Provinz wurde, was er bis 1911 blieb.
Im Jahr 1895 wurde er als Sachverständiger zum preußischen Staatsrat hinzugezogen. Er war Wirklicher Geheimer Oberregierungsrat und von 1901 bis zu seinem Tod im Jahr 1915 Mitglied des Preußischen Herrenhauses.